# Cerapachys singularis
Cerapachys singularis är en myrart som beskrevs av Auguste-Henri Forel 1900. Cerapachys singularis ingår i släktet Cerapachys och familjen myror. Inga underarter finns listade i Catalogue of Life.